# Éditions Plume Blanche
Ne doit pas être confondu avec La Plume blanche.
Les Éditions Plume Blanche sont une maison d'édition indépendante française. Fondées en 2015 par Marion Barril, elles publient des romans des littératures de l'imaginaire, notamment de la fantasy. Elles sont autodiffusées et autodistribuées.

## Historique
Marion Barril, également connue sous son nom de plume Marion Obry, fonde les Éditions Plume Blanche le 1er janvier 2015,, domiciliées à Varetz, en Corrèze. La maison d'édition, indépendante, publie des romans des littératures de l'imaginaire, notamment de fantasy, destinés à un lectorat adulte ou young adult,. Durant sa première période de soumission de manuscrits, l'éditrice reçoit plus de 80 textes en six mois.
Les Éditions Plume Blanche sont autodiffusées et autodistribuées. Elles se rendent notamment à des festivals littéraires, tels que le Salon des littératures de l'imaginaire à Langeais ou le Festival du Livre de Paris. Elles sont également très présentes sur les réseaux sociaux, notamment Instagram et TikTok pour faire la promotion de leurs ouvrages,. En février 2025, elles comptent plus de 12 000 abonnés sur Instagram.
Les Éditions Plume Blanche sont membres de l'Association des Éditeurs de Nouvelle-Aquitaine.

## Catalogue
Les Éditions Plume Blanche publient une dizaine de romans par an. En 2024, elles comptent une trentaine d'auteurs, majoritairement des femmes, pour un total d'une centaine de titres. Plusieurs livres des Éditions Plume Blanche sont diffusés au Québec par l'éditeur canadien ADA. Leur catalogue compte notamment des œuvres d'Oxana Hope, Sandra Triname, Marion Obry, Tiphs, et Alexiane de Lys.
En 2025, le roman Entre nous, la rivière d'Alexiane de Lys, publié aux Éditions Plume Blanche, est finaliste du prix jeunesse 2025 de la Foire du livre de Brive, dans la catégorie 12/14 ans.